# 南蛮

四夷の名称

南蛮（なんばん）あるいは蛮（ばん）は、四夷のひとつであり、中国大陸を制した朝廷が南方の帰順しない異民族に対して用いた蔑称である。
日本でも当初は同様の意味で用いられていたが、15世紀にヨーロッパ人との南蛮貿易が始まって以降は、主にヨーロッパや東南アジア・スペインやポルトガルの文物や人物を指す語となった。

## 中国
本来「蛮」とは、中原で都市文明を営んでいた漢民族が、服を着ておらず、採集を主とする南方の未開民族に対して用いた呼称であったが､やがて中華思想における四夷のひとつとなり、中国大陸を制した国が南西方面の帰順しない異民族に対する呼称となった。「蛮」という漢字は、部首に「虫」を用いて、人ではないことを示した悪字である。現在でも、「野蛮」「蛮族」「蛮行」などの熟語が、粗野であるという意味を込めて用いられている。
クビライによって南宋が滅ぼされると、漢人が逆に南蛮人と呼ばれるようになった。
異民族支配の時期でも「南蛮」という蔑称の概念を継続したように、先進文明として相対する蔑称である。

### 後漢時代
「後漢書」の「列伝　南蛮・西南夷」の中で南蛮に該当するのは槃瓠神話で「槃瓠の子孫は栄え蛮夷と称した。今日の長沙・武陵蛮がこれ当たる。」と記述。南蛮地域は長江中下流域の楚・呉・越が該当する。今日のヤオ族・シェ族に始祖伝説として盤瓠神話が伝わる。南蛮の西には西南夷が暮らし該当するのは竹王伝説・哀牢伝説がそれで夜郎夷・哀牢夷という西南夷の一部族だと。夜郎夷は貴州省、哀牢夷は雲南省にそれぞれ存在していた事が伝わる。

### 三国時代
諸葛亮の南中平定（南蛮平定）について、『華陽国志』や『三国志演義』で言及された南蛮は、雲南の彝族である。ただし、正史『三国志』の該当箇所には、南蛮という表現はない。

### 元代
13世紀、元が南宋を征服して中国全土を支配すると、モンゴル人は遼や金の遺民である華北の住民を「漢人」、南宋の遺民である江南の住民を「南家」と呼び、キタイ人（遼・金の遺民）は南シナの住民を「蛮子」の蔑称で呼んだ。モンゴル人や色目人と比べて、漢人や南人は公職への登用が限定されていた。マルコ・ポーロの『東方見聞録』では、中国北部のことを「キタイ」、中国南部のことを「チーン」と呼んでいる。

## 日本

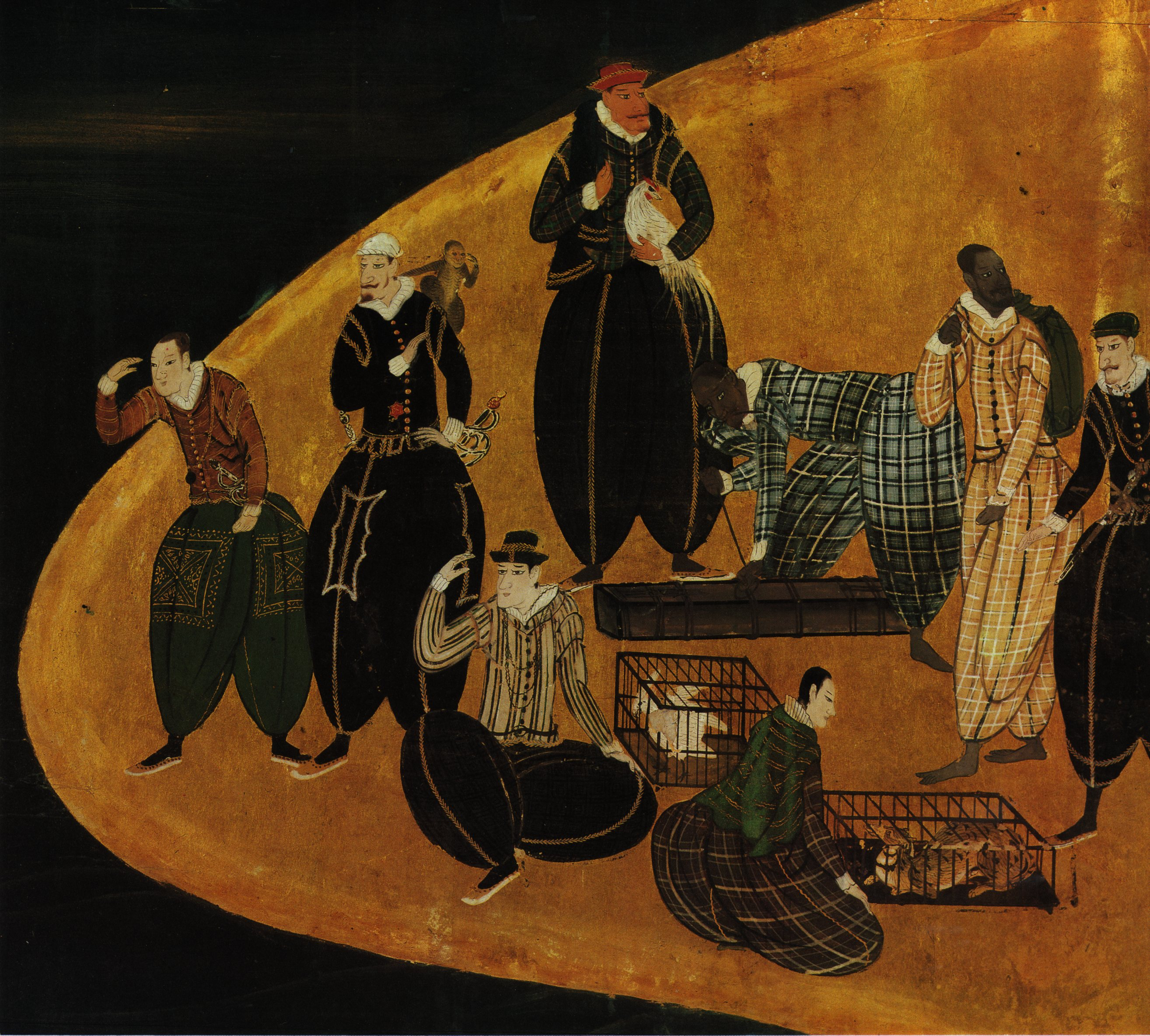
南蛮人（16-17世紀、狩野内膳画の南蛮屏風より）

「南蛮」の語は『日本書紀』巻九にあるが、中国の華夷的地理観を受け継いだ観念的なものだった。
時代が下り、16世紀半ばにはポルトガル人やイスパニア人を指して南蛮人と呼ぶようになった（ただしこれより前の1412年に若狭国小浜に漂着したインドネシアパレンバン付近の船も「南蛮船」と称されることがある）。1543年に種子島に中国船が漂着した際に船にはポルトガル人が便乗しており（鉄砲伝来）、『鉄炮記』によるとこの船に乗っていた五峰という明の人物が「西南蛮種之賈胡也」と村人に書き示したことが由来になっているという。これらの諸国と日本との南蛮貿易が始まると、貿易によってもたらされた文物を「南蛮」「南蛮渡来」などと呼ぶようになった。
西洋人と日本人で礼儀作法が大きく異なっていたことで野蛮視されていたところもあり、土足であがったり唾を吐く行為、黒人奴隷を引き連れているといった点に加え、手づかみで食べる、肉食好き、椅子に座るといったことも奇異に思われていた。西洋人側も日本人を「ネグロ」と呼んでいた。

### 南蛮料理

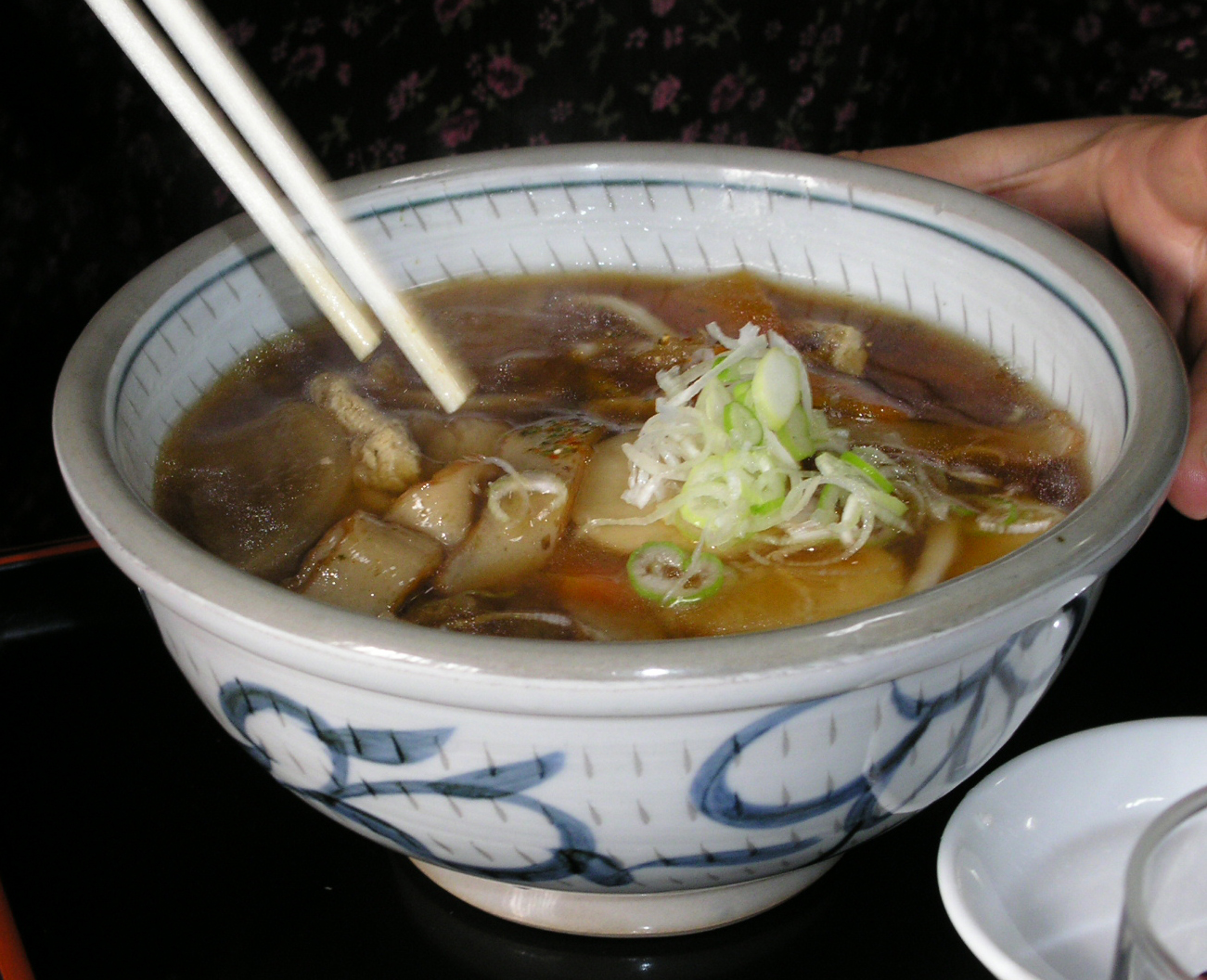
鴨南蛮

「南蛮」の語は、今日の日本語においても長ネギや唐辛子を使った料理にその名をとどめている。「南蛮料理」という表現は、16世紀にポルトガル人が鉄砲とともに種子島にやってきた頃から、様々な料理関係の書物や料亭のメニューに現れていた。それらに描かれる料理の意味は、キリスト教宣教師らにより南蛮の国ポルトガルから伝わった料理としての南蛮料理と、後世にオランダの影響を受けた紅毛料理や、中華料理の影響、さらにはヨーロッパ人が船でたどったマカオやマラッカやインドの料理の影響までを含む、幅広い西洋料理の意味で使われてきた場合の両方がある。
南蛮料理が現れる最も古い記録には、17世紀後期のものとみられる『南蛮料理書』がある。また主に長崎に伝わるしっぽくと呼ばれる卓上で食べる家庭での接客料理にも南蛮料理は取り込まれていった。
唐辛子は別名を「南蛮辛子」という。南蛮煮は肉や魚をネギや唐辛子と煮た料理である。南蛮漬けはマリネやエスカベッシュが原型と考えられている。カレー南蛮には唐辛子の入ったカレー粉とネギが使用されている。文政13年（1830年）に出版された古今の文献を引用して江戸の風俗習慣を考証した『嬉遊笑覧』には鴨南蛮が取り上げられており、「又葱（ねぎ）を入るゝを南蛮と云ひ、鴨を加へてかもなんばんと呼ぶ。昔より異風なるものを南蛮と云ふによれり」と記されている。

### 「南蛮」を名称に含む料理
- 南蛮漬け - アジ、ワカサギなど
- 南蛮（蕎麦） - 鴨南蛮・カレー南蛮・鳥南蛮・肉南蛮
- 南蛮煮
- チキン南蛮
- 南蛮菓子
- 南蛮味噌 - 「南蛮」と呼ばれる青唐辛子の味噌漬け、仙台牛タン焼きの付け合わせ。